# Curacaví
Curacaví es una comuna y ciudad perteneciente a la Región Metropolitana de Santiago, ubicada específicamente en la provincia de Melipilla, en la zona central de Chile. Se encuentra inmersa entre los cerros de la Cordillera de la Costa, con una superficie aproximada de 693 km², y limitando con las comunas de Casablanca, Quilpué, Lampa, Pudahuel, Maipú, Padre Hurtado, Melipilla, y María Pinto.

## Toponimia
Curacaví viene del mapudungun, de las palabras "cura” y “cahuín”, que significa "reunión en la piedra"; pero otros creen que viene de “cura” y “caví” cuyo significado sería “reducción junto a la piedra”.

## Historia
Los asentamientos prehispánicos del Curacaví, están asociados a la cultura del Valle Huaicoche (Período agroalfarero temprano, Período agroalfarero medio, Período Agroalfarero Intermedio Tardío, y Período Agroalfarero Tardío).

### Invasión inca
Con la invasión de los incas del valle de Santiago, que dio comienzo al período promaucae, es posible realizar un primer acercamiento histórico al desarrollo cultural de la zona del Apoquindo.
Con la llegada de Pedro de Valdivia comienza la conquista española.

### Juan Bautista Pastene
Cuando llegaron los españoles existía un grupo de indios a orillas del río Puangue, junto al cerro llamado antiguamente “cerro de las Brujas“, que está detrás del cementerio actual. Estos indios promaucaes fueron entregados en encomiendas por Pedro de Valdivia a Juan Bautista Pastene, como lo expresa el primer documento oficial, que inicia la historia de Curacaví en 1550 y que dice:

“Por el presente encomiendo a voz, el dicho capitán Juan Bautista Pastene, los caciques llamados, Antequilira, chumavo y Catalngua, con todos los principales indios y sujetos que tienen sus tierras en la provincia de los picones el llamado Poangui, como yo los tengo en mi cabeza”
Armando de Ramón .

Los españoles llamaron al lugar Tambo Viejo del Puangue. Y J. Bautista Pastene instaló allí una fábrica de “frazadas y jarcias” con el cáñamo y lino sembrado en las tierras que regó con acequias del Puangue. A la muerte de Pastene los temporales destruyeron estas obras de regadío y en 1583 las grandes sequías hicieron emigrar a los indios a Pomaire donde poseían tierras más abundantes en agua, y donde posteriormente comenzarían el trabajo en greda.
El pueblo actual de Curacaví comprendía en el siglo XVII sólo dos propiedades: una que era desde el cerrito del cementerio hasta la municipalidad de hoy; y la otra que seguía desde ahí hasta el puente del Puangue. La primera la compró el señor Juan Luis Morales el año 1840 en 3.800 pesos siendo después repartida por sus herederos. Y los terrenos de los Capachos y las rosas las compran en $ 1730 el Teniente don Bernardo Escobar cuyos descendientes la fueron subdividiendo.

### SigloXVII
Curacaví está en el camino de a caballos más usado entre Valparaíso y Santiago, y había sido formado durante la dominación incásica; y ya 1553 se lo llamaba camino real. Atravesaba Casablanca, la cuesta Zapata y Curacaví, entrando a Santiago por la calle de San Pablo. Este camino se hizo carretera entre los años 1792 y 1797 y Ambrosio O'Higgins cambió la cuesta vieja por la de Lo Prado actual.

### SigloXVIII
En el año 1767, el Obispo Manuel de Alday calculaba la población del Curato de Curacaví (que comprendía todo el Valle, y además los Rulos y Colliguay) en no más de 500 personas. Y en 1843, la población legaba a los 5000 habitantes aunque en 1874, había solamente en el pueblo 840 personas.
Desde la fundación de Melipilla en 1742, Curacaví dependió de ella tanto en lo civil como en lo eclesiástico. Siguiendo unida en lo civil hasta 1927, cuando pasó a depender del Departamento de Santiago. En cambio en lo eclesiástico ya es viceparroquia de Melipilla en el año 1754 terminándose de construir sus edificios en 1768, en una propiedad cercana a la sede parroquial de hoy y el cementerio quedaba en la calle Isabel Riquelme al pie del cerro. Este se revenía con las grandes lluvias e inundaciones de la época cayendo entonces el agua a la acequia que servía al pueblo. Viendo esto don Juan Luis Morales, dueño de la propiedad vecina, casado con doña Jerónima Ormazábal, consiguió el traslado del cementerio al lugar que hoy ocupa en un terreno herencia de su esposa. Este comenzó a construirse en 1845, viniendo a desaparecer totalmente el antiguo con el terremoto del año 1906.

### SigloXIX

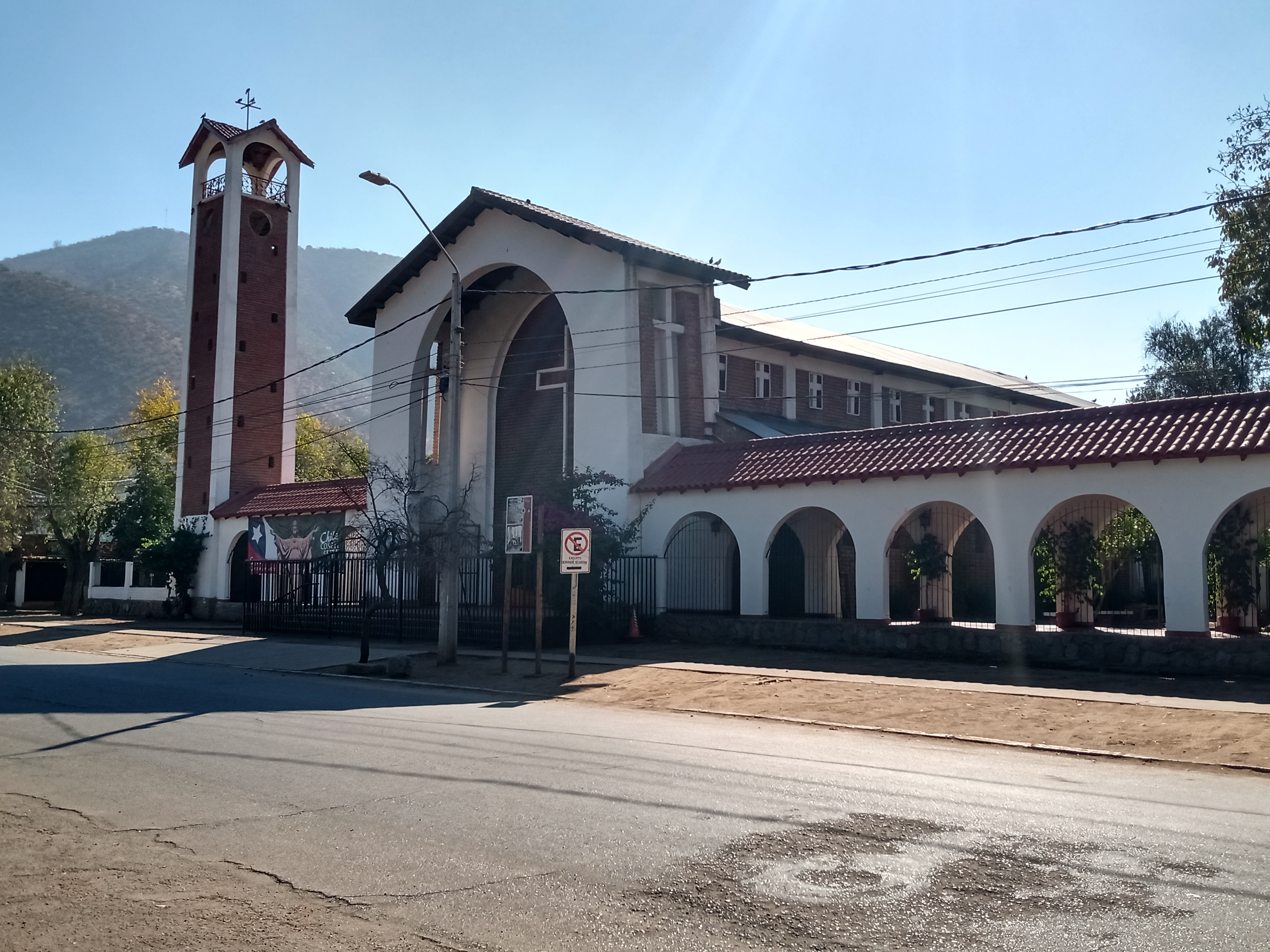
Iglesia Nuestra Señora del Carmen de Curacaví, ubicada en el centro urbano frente a la plaza de Armas de la comuna

El 6 de noviembre de 1824, Curacaví pasa a ser parroquia independiente y en 1829 comienza a construirse una nueva sede parroquial en la propiedad de Don Santiago Ormazábal Escobar, frente al Hotel de Curacaví en el fundo de la Finca. El templo era una nave de adobe y tejas con el campanario de madera en el frontis, Y una capilla lateral frente al Altar mayor, para los bautizos frente a la casa parroquial que era de solo 4 piezas, había una pequeña plazuela, rodeada de álamos y cercada de alambres. Todo ello se terminó de construir en 1836 con un costo de $1954 pesos.
En 1869 don Juan Guarachi dona el terreno donde se eleva el antiguo templo construido y bendecido por el cura Virginio Tabasso en 1871. Cien años más tarde en 1971, es destruido por un terremoto.
Como el pueblo creció mucho hacia la quebrada de Cuyuncaví por los loteos de los últimos años, quedando muy alejados del templo parroquial. Augusto Larraín, el cura de entonces construye un nuevo templo donde la I. Municipalidad tenía proyectada la futura plaza, y que fue bendecido por el Cardenal José María Caro el 30 de noviembre de 1958, cuatro días antes de su muerte.

#### Ferrocarril
Con la inauguración del ferrocarril Santiago–Valparaíso el 14 de septiembre de 1863, Curacaví perdió mucha importancia. Tanto que el historiador don Benjamín Vicuña Mackenna decía que era “un caserío apagado y que no volvería por segunda vez a levantar”[cita requerida]. Pero comienza nuevamente a desarrollarse con la llegada de los automóviles. Y en 1930 el general Carlos Ibáñez del Campo hace la cuesta Barriga y pavimenta el resto del camino, que se acortó mucho con el túnel Zapata, comenzando 1954. Y que aún disminuirá en 25 km, más aún hecho el túnel Lo Prado.

#### Canal de las Mercedes
El Canal de las Mercedes, que riega todo el valle lo hizo don José Manuel Balmaceda antes de ser presidente, comenzándolo en 1854 para terminarlo 30 años después, y tiene una extensión total de 120 km, con un caudal 10m³/s.
La escuela parroquial fue construida por el cura don Eduardo Millas en 1885, funcionando casi sin interrupción, ha educado a gran parte de la población.
Tal ha sido el origen de Curacaví sin fecha de nacimiento, al no ser fundado por las sucesivas particiones entre los herederos de los primeros propietarios existiendo ya en el siglo XVIII una población de ranchos construidos por sus dueños y por las familias que trabajaban en estas tierras, donde descansaban los viajeros de Santiago y Valparaíso.

#### Creación de la Municipalidad
La municipalidad de Curacaví se crea el 22 de diciembre de 1891, mediante decreto del entonces Presidente Jorge Montt, según consta en el “Boletín de las leyes i decretos del gobierno” de ese año.
Francisco Solano Asta-Buruaga y Cienfuegos escribió en 1899 en su Diccionario Geográfico de la República de Chile: 201  sobre el lugar:

Curacaví.-—Aldea del departamento de Melipilla, situada por los 33° 25' Lat. y 71° 09' Lon. á 36 kilómetros al N. de su capital y 45 al O. de la ciudad de Santiago, en un valle que encierran por el E. y por el O. las cadenas de cerros intermedias, que contienen las cuestas de Prado y de Zapata. Por el N. se allega á los contrafuertes de esos cerros, y por el O. queda á poco más de un kilómetro de la orilla izquierda del riachuelo de Puangue, bañándola al E. un arroyo, que con el nombre de Cuyuncahuín, procede de aquellos contrafuertes y corre al S. á unirse, á poco de aquí, con el mismo Puangue. Su caserío es sencillo, extendido principalmente en una calle á lo largo del antiguo camino público de Santiago á Valparaíso, y contiene una iglesia parroquial, oficinas de registro civil y correo, dos escuelas gratuitas y 1,000 habitantes, con los de su contorno inmediato de medianas quintas y viñedos; tuvo regulares posadas para los viajeros por aquel camino antes de ser sustituido por el ferrocarril entre dichas ciudades. Su nombre, formado de cura y de cahuiñ, junta ó reunión de indios, para beber, significa junta de la piedra; ó bien, según otros, de cuyuncahuín, junta de la arena.

El geógrafo chileno Luis Risopatrón lo describe como una ‘aldea’ en su libro Diccionario Jeográfico de Chile en el año 1924:: 279 

Curacaví (Aldea) 33° 25' 71° 08'. De caserío sencillo, estendido principalmente en una calle a lo largo del antiguo camino público de Santiago a Valparaíso, con servicio de correos, rejistro civil i escuelas públicas, se encuentra a 167 m de altitud, en la parte superior del valle de Puangue, entre medianas quintas i viñedos, que producen afamadas chichas; tuvo regulares posadas para los viajeros por aquel camino, antes de ser sustituido el tránsito, por el ferrocarril entre dichas, ciudades. 61, 1850, p. 455; 63, p. 271; 66, p. 232 i 319; 135; 155, p. 201; i 156; villa en 68, p. 75; i pueblo en. 101, p. 458.

El único alcalde curacavino que ha muerto en servicio fue Guillermo Barros, fallecido el 25 de junio de 2012. El 6 de junio de 2012, el Concejo municipal eligió, con cuatro votos de un total de seis, a Leonardo Bravo como su sucesor.

## Medio ambiente

### Geomorfología y componentes abióticos

Trazado simplificado de los ecosistemas y cuerpos de agua presentes en la comuna de Curacaví.

La comuna de Curacaví se encuentra emplazada en la unidad geomorfológica de Cordillera de la costa; y presenta según la clasificación climática de Köppen clima mediterráneo de lluvia invernal (Csb) y clima mediterráneo de lluvia invernal de altura (Csb (h)). Esta además se halla entre las cuencas hidrográficas de Costeras entre el río Aconcagua y río Maipo y río Maipo. Además, la comuna posee diversos cuerpos de agua, entre los que se destacan la laguna Chonchón.

### Componentes bióticos
Dentro del territorio de la comuna se pueden hallar los siguientes ecosistemas:
- Bosque caducifolio mediterráneo costero donde predominan Nothofagus macrocarpa y Ribes punctatum (Vulnerable)
- Bosque esclerófilo mediterráneo andino donde predominan Quillaja saponaria y Lithrea caustica (Vulnerable)
- Bosque esclerófilo mediterráneo costero donde predominan Cryptocarya alba y Peumus boldus (Vulnerable)
- Bosque esclerófilo mediterráneo costero donde predominan Lithrea caustica y Cryptocarya alba (Casi amenazado)
- Matorral bajo mediterráneo costero donde predominan Chuquiraga oppositifolia y Mulinum spinosum (Vulnerable)

### Medidas de protección ambiental y conflictos socioambientales
Hasta 2022, la comuna de Curacaví cuenta con las siguientes zonas que cuentan con algún nivel de protección ambiental:
- Cerro Águilas (Sitios ERB)[17]
- Colliguay (Sitios ERB)[18]
- El Roble (Sitios Ley 19.300)[19]
- Humedal Estero Puangue (Humedal urbano)[20]
- La Campana - Peñuelas (Reserva Biósfera)[21]
- Mallarauco (Sitios ERB)[22]
- Santuario de la Naturaleza Quebrada de La Plata (Santuario de la Naturaleza)[23]

## Demografía
De acuerdo al censo de 2017, la comuna tiene 32 579 habitantes. En 2002 la comuna tenía 24 298 habitantes, 15 645 (64 %) en el radio urbano, y 8 653 (36 %) en el sector rural. En 1992 tenía 19 053 habitantes, 11 866 (62 %) en el radio urbano y 7 187 (38 %) en el sector rural.

## Administración

### Municipalidad
La Ilustre Municipalidad de Curacaví es dirigida en el periodo 2024-2028 por el alcalde Christian Hernández Villanueva (Independiente), quien preside el Concejo municipal compuesto por los siguientes concejales:
- Marcela Sepúlveda (PS)
- Belén Silva Pino (FA)
- Francisco Arce Casas-Cordero (Ind-UDI)
- Mario Aedo Moreno (RN)
- Guillermo Salas Araos (Ind-RN)
- Ana Saavedra González (PRCh)

### Representación parlamentaria
Curacaví integra el distrito electoral n.º 14 y pertenece a la 7.ª circunscripción senatorial (Región Metropolitana). De acuerdo a los resultados de las elecciones parlamentarias de Chile de 2021, Curacaví es representada en la Cámara de Diputados del Congreso Nacional por los siguientes diputados en el periodo 2022-2026:
Apruebo Dignidad (2)
- Marisela Santibáñez (PCCh)
- Camila Musante Müller (Ind/AD)

Socialismo Democrático (2)
- Raúl Leiva Carvajal (PS)
- Leonardo Soto Ferrada (PS)

Chile Vamos (1)
- Juan Antonio Coloma Álamos (UDI)

Fuera de coalición:
- Juan Irarrázaval Rossel (PRCh)

A su vez, en el Senado la representan Fabiola Campillai Rojas (Ind), Claudia Pascual (PCCh), Luciano Cruz Coke (EVOP), Manuel José Ossandon (RN) y Rojo Edwards (PRCh) en el periodo 2022-2030.

## Economía
En 2018, la cantidad de empresas registradas en Curacaví fue de 734. El Índice de Complejidad Económica (ECI) en el mismo año fue de -0,07, mientras que las actividades económicas con mayor índice de Ventaja Comparativa Revelada (RCA) fueron Elaboración de Macarrones, Fideos, Alcuzcuz y Similares (91,04), Servicios de Revelado, Impresión y Ampliación de Fotografías (27,83) y Cría de Ganado Bovino para Producción Lechera (24,23).
Con el crecimiento demográfico y la migración campo-ciudad, la comuna se ha ido convirtiendo en una ciudad dormitorio de Santiago para trabajadores y estudiantes que buscan mayores oportunidades laborales del sector terciario y académicas en la ciudad.

## Servicios públicos
En relación con la salud pública, el Hospital Dr. Mauricio Heyermann Cortés  es el principal y mayor recinto hospitalario a nivel comunal, calificado de baja complejidad, administrado por el Servicio de Salud Metropolitano Occidente (SSMOcc), cuyas dependencias actuales fueron reconstruidas en 1986.
En lo que respecta a orden público y seguridad ciudadana, la 63° Comisaría Curacaví es una unidad policial de Carabineros de Chile dependiente de Zona Metropolitana Oeste.

## Cultura

### Celebraciones y eventos locales
- Fiesta de la Chicha: evento costumbrista similar a una fiesta de la cosecha, celebrado anualmente a fines de abril, conmemora la elaboración de la chicha de uva.
- Fiesta Patronal de la Virgen del Carmen: celebrada por la comunidad católica local en junio de cada año, con una peregrinación hasta la parroquia de la ciudad.[29]

## Transporte
La principal vía de acceso terrestre a la comuna es a través de la Ruta 68. En transporte público interurbano, la comuna cuenta con una red de autobuses con frecuencias diarias y constantes de salidas hacia Santiago e intermedios, los cuales tienen como estación final el Terminal de buses San Borja, con una detención en la Intermodal Pajaritos. En referencia a viajes intraurbanos, Curacaví posee una flota de taxis y de taxis colectivos. 
Durante comienzos del siglo XX, se planeó extender el ramal Melipilla-Ibacache hasta crear una estación en Curacaví, sin embargo nunca se concretó. El proyecto de tren rápido Santiago-Valparaíso, pretende contar con una estación dentro del área comunal.
En transporte aéreo, el Aeródromo Curacaví es el único terminal aéreo que tiene la comuna.

## Personajescélebres
- Juan Williams Rebolledo, comandante de la Escuadra en la guerra del Pacífico.
- Rosamel del Valle, poeta vanguardista.
- Roberto Gutiérrez, futbolista profesional.
- Los Hermanos Bustos, músicos.
- Luis Pedraza, cantante.
- Óscar Salinas, futbolista profesional.
- Branco Provoste, futbolista profesional.
- Roberto Cáceres, futbolista profesional.
- José Javier Bustamante Bustamante, Político y Militar

## Medios de comunicación

### Radioemisoras
FM
- 90.3 MHz - Radio Lubna
- 95.1 MHz - Radio Bío-Bío
- 105.9 MHz - Radio Puangue
- 106.3 MHz - FM Music
- 106.7 MHz - Radio Curacaví
- 107.1 MHz - Radio Parusia

### Periódicos
•Semanario El Mauco (se publica los días jueves)
•buenosdiascuracavi.cl